# Mohamed Benhamou
Ne doit pas être confondu avec Mohammed Benhammou (universitaire).
Pour les articles homonymes, voir Benhamou.
Mohammed Benhamou (en arabe : محمد بن حمو), né le 17 décembre 1979 à Paris, est un footballeur international algérien, qui évoluait au poste de gardien de but.
Il compte 7 sélections en équipe nationale entre 2003 et 2010.

## Biographie

### En club
Mohammed Benhamou signe sa première licence au Red Star, mais en tant qu’arrière gauche. Vers l’âge de onze ans, il commence à prendre du plaisir dans les buts. En 2001, Luis Fernandez vient le chercher pour qu'il intègre le centre de formation du Paris Saint-Germain. Deux ans après, il réussit à signer son premier contrat professionnel en compagnie de Lorik Cana et Selim Benachour.
Benhamou est professionnel durant trois ans au Paris SG. Il ne prend pas part au parcours de vice-champion de France, aux deux victoires en Coupes de France et la participation à la Ligue des champions, étant la doublure de Lionel Letizi et Jérôme Alonzo.
Il quitte le PSG à la fin de la saison 2005-2006, laissé libre, et s'engage avec l'AS Cannes. Après une saison complète avec le club cannois (34 matchs sur 38), il s'engage en juillet 2007 pour deux saisons avec le club algérien du MC Alger.
Mohamed Benhamou quitte le club doyen de la capitale en fin de saison 2008-2009, après avoir réalisé un championnat de bonne facture dans les cages du MCA. Cependant, son employeur ne le conserve pas et le joueur se retrouve sans club. Il s’engage pour une année renouvelable avec le MC Oran après que la Fédération algérienne ait décidé de lui accorder une dérogation exceptionnelle pour signer un contrat en dehors de la période des transferts en sa qualité de joueur international. Au terme de la saison, Benhamou effectue un essai non concluant avec l'UJA Alfortville, alors promu en National.
En juillet 2012, alors qu'il a rejoint l'ES Sétif 18 mois auparavant, les responsables du club décident de ne pas renouveler le contrat de Benhamou pourtant auteur d’une bonne prestation lors de la finale de la Coupe d’Algérie que le club remporte tout comme le Championnat.
Il passe six saisons en Algérie en tout, sans sa femme et ses trois filles restées en France. En 2014, Benhamou rentre sans faire de bruit, sans chercher de club, ni demander à un agent pour qu'il lui en cherche. Il devient le nouveau rempart de Viry-Châtillon en CFA.

### En équipe nationale
Mohammed Benhamou intègre d'abord l'équipe d'Algérie espoirs avant de jouer pour la sélection A. En équipe d'Algérie, Benhamou connait la CAN 2004 et les éliminatoires du Mondial 2010.

## Style de jeu
L’une des qualités de Benhamou, c’est sa souplesse et son explosivité. Des qualités travaillées dans les salles d’arts martiaux à Paris où Benhamou pratique le judo et la boxe thaïe.

### Carrière d'entraîneur
De l'été 2018 à l'été 2019, Benhamou a travaillé comme entraîneur des gardiens de l'US Lusitanos Saint-Maur, où il était également disponible en tant que joueur. Il a fait une apparition pour le club en octobre 2018. En juillet 2019, il a été embauché par le club émirati Fujaïrah SC également en tant qu'entraîneur des gardiens. En août 2020, il a été embauché par l'USM Alger également en tant qu'entraîneur des gardiens.

## Statistiques
Ce tableau présente les statistiques de Mohamed Benhamou,,.
| Saison                | Club                  | Championnat           | Championnat | Championnat | Coupe(s) nationale(s) | Coupe(s) nationale(s) | Compétition(s) continentale(s) | Compétition(s) continentale(s) | Compétition(s) continentale(s) | Algérie | Algérie | Total | Total |
| Saison                | Club                  | Division              | M.          | B.          | M.                    | B.                    | Comp.                          | M.                             | B.                             | M.      | B.      | M.    | B.    |
| 2000-2001             | Red Star              | CFA 2                 | 0           | 0           | -                     | -                     | -                              | -                              | -                              | -       | -       | 0     | 0     |
| 2001-2002             | Paris SG B            | CFA                   | 21          | 0           | -                     | -                     | -                              | -                              | -                              | -       | -       | 21    | 0     |
| 2002-2003             | Paris SG B            | CFA                   | 30          | 0           | -                     | -                     | -                              | -                              | -                              | -       | -       | 30    | 0     |
| 2003-2004             | Paris SG B            | CFA                   | 18          | 0           | -                     | -                     | -                              | -                              | -                              | 4       | 0       | 22    | 0     |
| 2004-2005             | Paris SG B            | CFA                   | 19          | 0           | -                     | -                     | -                              | -                              | -                              | 3       | 0       | 22    | 0     |
| 2005-2006             | Paris SG B            | CFA                   | 14          | 0           | -                     | -                     | -                              | -                              | -                              | -       | -       | 14    | 0     |
| 2006-2007             | AS Cannes             | National              | 34          | 0           | 1                     | 0                     | -                              | -                              | -                              | -       | -       | 35    | 0     |
| 2007-2008             | MC Alger              | 1                     | 20          | 0           | -                     | -                     | C1                             | 2                              | 0                              | -       | -       | 22    | 0     |
| 2008-2009             | MC Alger              | 1                     | 23          | 0           | -                     | -                     | -                              | -                              | -                              | -       | -       | 23    | 0     |
| 2009-2010             | MC Oran               | 1                     | 22          | 0           | -                     | -                     | -                              | -                              | -                              | -       | -       | 22    | 0     |
| 2010                  | MC Oran               | 1                     | -           | -           | -                     | -                     | -                              | -                              | -                              | -       | -       | 0     | 0     |
| 2011                  | ES Setif              | 1                     | 19          | 0           | -                     | -                     | C3                             | 1                              | 0                              | -       | -       | 20    | 0     |
| 2011-2012             | ES Setif              | 1                     | 24          | 0           | 3                     | 0                     | C3                             | 2                              | 0                              | -       | -       | 29    | 0     |
| 2012-2013             | USM Annaba            | 2                     | 26          | 0           | -                     | -                     | -                              | -                              | -                              | -       | -       | 26    | 0     |
| 2013-2014             | USM Annaba            | 2                     | -           | -           | -                     | -                     | -                              | -                              | -                              | -       | -       | 0     | 0     |
| 2014-2015             | ES Viry-Châtillon     | CFA                   | 29          | 0           | -                     | -                     | -                              | -                              | -                              | -       | -       | 29    | 0     |
| Total sur la carrière | Total sur la carrière | Total sur la carrière | 300         | 0           | 4                     | 0                     | -                              | 5                              | 0                              | 7       | 0       | 316   | 0     |

## Palmarès
- Champion de CFA en 2002 avec le Paris Saint Germain
- Vainqueur de la Supercoupe d'Algérie en 2007 avec le MC Alger
- Vainqueur de la Coupe d'Algérie en 2012 avec l'ES Sétif
- Champion d'Algérie en 2012 avec l'ES Sétif

### Autant qu'entraineur des gardiens
Algérie
- Coupe arabe des nations (1) :
  - Vainqueur : 2021.